# 马德斯·康拉德-彼德森
马德斯·康拉德-彼德森（丹麥語：Mads Conrad-Petersen，1988年1月12日—），丹麦男子羽毛球運動員，擅長雙打項目。

## 簡歷
马德斯·康拉德-彼德森曾於2007年歐洲青年羽毛球錦標賽獲得混合團體季軍、男子單打冠軍，也與馬德斯·皮勒爾·科爾丁搭檔獲得男雙亞軍，兩人此後亦長年搭檔雙打參與國際賽。
马德斯·康拉德-彼德森／馬德斯·皮勒爾·科爾丁曾在世界羽聯大獎賽級別獲得兩次碧特博格公開賽冠軍（2013年、2015年）、2013年蘇格蘭羽毛球大獎賽冠軍、2015年德國羽毛球黃金大獎賽冠軍；在世界羽聯超級系列賽級別，他們曾在2011年馬來西亞羽毛球超級賽、2015年印度羽毛球超級賽、2015年法國羽毛球超級賽、2017年香港羽毛球超級賽晉級決賽，但皆與冠軍失之交臂。兩人另曾三度於全英公開賽晉級四強（2015年、2017年、2018年）及獲2016年歐洲羽毛球錦標賽冠軍。
2016年，康拉德-彼德森作為丹麥隊一員，於湯姆斯盃獲得丹麥隊史首座湯姆斯盃冠軍。
2018年之後，康拉德-彼德森／科爾丁成績下滑，其後康拉德-彼德森決定退出丹麥國家隊。2019年，康拉德-彼德森與玛蒂亚斯·鲍伊搭檔，兩人在該年獲得西班牙國際賽、加拿大公開賽、俄羅斯公開賽冠軍。

## 主要比賽成績
只列出曾進入準決賽的國際賽事成績：
| 年份   | 賽事                       | 公開賽級別 | 項目     | 拍檔                     | 成績   |
| ------ | -------------------------- | ---------- | -------- | ------------------------ | ------ |
| 2007年 | 歐洲青年羽毛球錦標賽       | 其他       | 混合團體 | －                       | 季軍   |
| 2007年 | 歐洲青年羽毛球錦標賽       | 其他       | 男子單打 | －                       | 冠軍   |
| 2007年 | 歐洲青年羽毛球錦標賽       | 其他       | 男子雙打 | 马德斯·皮勒尔·科尔丁     | 亞軍   |
| 2009年 | 克羅地亞羽毛球國際賽       | 國際系列賽 | 男子雙打 | 马德斯·皮勒尔·科尔丁     | 冠軍   |
| 2009年 | 荷蘭羽毛球國際賽           | 國際挑戰賽 | 男子雙打 | 马德斯·皮勒尔·科尔丁     | 冠軍   |
| 2009年 | 捷克羽毛球國際賽           | 國際挑戰賽 | 男子雙打 | 马德斯·皮勒尔·科尔丁     | 冠軍   |
| 2009年 | 捷克羽毛球國際賽           | 國際挑戰賽 | 混合雙打 | 安妮·斯基尔贝克          | 亞軍   |
| 2009年 | 保加利亞羽毛球國際賽       | 國際挑戰賽 | 混合雙打 | 安妮·斯基尔贝克          | 準決賽 |
| 2009年 | 荷蘭羽毛球大獎賽           | 大獎賽     | 男子雙打 | 马德斯·皮勒尔·科尔丁     | 準決賽 |
| 2009年 | 挪威羽毛球國際賽           | 國際挑戰賽 | 男子雙打 | 马德斯·皮勒尔·科尔丁     | 準決賽 |
| 2009年 | 蘇格蘭羽毛球國際賽         | 國際挑戰賽 | 男子雙打 | 马德斯·皮勒尔·科尔丁     | 冠軍   |
| 2009年 | 愛爾蘭羽毛球國際賽         | 國際挑戰賽 | 男子雙打 | 马德斯·皮勒尔·科尔丁     | 冠軍   |
| 2010年 | 荷蘭羽毛球國際賽           | 國際挑戰賽 | 男子雙打 | 马德斯·皮勒尔·科尔丁     | 冠軍   |
| 2010年 | 法國羽毛球超級賽           | 超級賽     | 男子雙打 | 乔纳斯·拉斯姆森          | 準決賽 |
| 2011年 | 馬來西亞羽毛球超級賽       | 超級賽     | 男子雙打 | 乔纳斯·拉斯姆森          | 亞軍   |
| 2011年 | 蘇迪曼盃                   | 其他       | 混合團體 | －                       | 亞軍   |
| 2012年 | 湯姆斯盃                   | 其他       | 男子團體 | －                       | 季軍   |
| 2012年 | 碧特博格羽毛球黃金大獎賽   | 黃金大獎賽 | 男子雙打 | 拉斯马斯·邦德            | 準決賽 |
| 2012年 | 蘇格蘭羽毛球國際賽         | 國際挑戰賽 | 男子雙打 | 拉斯马斯·邦德            | 準決賽 |
| 2012年 | 哥本哈根羽毛球大師賽       | 其他       | 男子雙打 | 拉斯马斯·邦德            | 亞軍   |
| 2013年 | 碧特博格羽毛球黃金大獎賽   | 黃金大獎賽 | 男子雙打 | 马德斯·皮勒尔·科尔丁     | 冠軍   |
| 2013年 | 蘇格蘭羽毛球大獎賽         | 大獎賽     | 男子雙打 | 马德斯·皮勒尔·科尔丁     | 冠軍   |
| 2013年 | 哥本哈根羽毛球大師賽       | 其他       | 男子雙打 | 馬德斯·皮勒爾·科爾丁     | 亞軍   |
| 2014年 | 歐洲男子羽毛球團體錦標賽   | 其他       | 男子團體 | －                       | 冠軍   |
| 2014年 | 歐洲羽毛球錦標賽           | 其他       | 男子雙打 | 马德斯·皮勒尔·科尔丁     | 亞軍   |
| 2014年 | 香港羽毛球超級賽           | 超級賽     | 男子雙打 | 马德斯·皮勒尔·科尔丁     | 準決賽 |
| 2014年 | 哥本哈根羽毛球大師賽       | 其他       | 男子雙打 | 安德斯·斯考劳普·拉斯姆森 | 亞軍   |
| 2015年 | 歐洲羽毛球混合團體錦標賽   | 其他       | 混合團體 | －                       | 冠軍   |
| 2015年 | 德國羽毛球黃金大獎賽       | 黃金大獎賽 | 男子雙打 | 马德斯·皮勒尔·科尔丁     | 冠軍   |
| 2015年 | 全英羽毛球首要超級賽       | 首要超級賽 | 男子雙打 | 马德斯·皮勒尔·科尔丁     | 準決賽 |
| 2015年 | 印度羽毛球超級賽           | 超級賽     | 男子雙打 | 马德斯·皮勒尔·科尔丁     | 亞軍   |
| 2015年 | 法國羽毛球超級賽           | 超級賽     | 男子雙打 | 马德斯·皮勒尔·科尔丁     | 亞軍   |
| 2015年 | 碧特博格羽毛球黃金大獎賽   | 黃金大獎賽 | 男子雙打 | 马德斯·皮勒尔·科尔丁     | 冠軍   |
| 2015年 | 哥本哈根羽毛球大師賽       | 其他       | 男子雙打 | 马德斯·皮勒尔·科尔丁     | 準決賽 |
| 2016年 | 歐洲男子羽毛球團體錦標賽   | 其他       | 男子團體 | －                       | 冠軍   |
| 2016年 | 馬來西亞羽毛球首要超級賽   | 首要超級賽 | 男子雙打 | 马德斯·皮勒尔·科尔丁     | 準決賽 |
| 2016年 | 歐洲羽毛球錦標賽           | 其他       | 男子雙打 | 马德斯·皮勒尔·科尔丁     | 冠軍   |
| 2016年 | 湯姆斯盃                   | 其他       | 男子團體 | －                       | 冠軍   |
| 2016年 | 印尼羽毛球首要超級賽       | 首要超級賽 | 男子雙打 | 马德斯·皮勒尔·科尔丁     | 準決賽 |
| 2016年 | 世界羽聯超級系列賽總決賽   | 首要超級賽 | 男子雙打 | 马德斯·皮勒尔·科尔丁     | 準決賽 |
| 2017年 | 歐洲羽毛球混合團體錦標賽   | 其他       | 混合團體 | －                       | 冠軍   |
| 2017年 | 德國羽毛球黃金大獎賽       | 黃金大獎賽 | 男子雙打 | 马德斯·皮勒尔·科尔丁     | 亞軍   |
| 2017年 | 全英羽毛球首要超級賽       | 首要超級賽 | 男子雙打 | 马德斯·皮勒尔·科尔丁     | 準決賽 |
| 2017年 | 印度羽毛球超級賽           | 超級賽     | 男子雙打 | 马德斯·皮勒尔·科尔丁     | 準決賽 |
| 2017年 | 歐洲羽毛球錦標賽           | 其他       | 男子雙打 | 马德斯·皮勒尔·科尔丁     | 亞軍   |
| 2017年 | 香港羽毛球超級賽           | 超級賽     | 男子雙打 | 马德斯·皮勒尔·科尔丁     | 亞軍   |
| 2018年 | 馬來西亞羽毛球大師賽       | 超級500賽  | 男子雙打 | 马德斯·皮勒尔·科尔丁     | 準決賽 |
| 2018年 | 歐洲羽毛球男女子團體錦標賽 | 其他       | 男子團體 | －                       | 冠軍   |
| 2018年 | 全英羽毛球公開賽           | 超級1000賽 | 男子雙打 | 马德斯·皮勒尔·科尔丁     | 準決賽 |
| 2018年 | 歐洲羽毛球錦標賽           | 其他       | 男子雙打 | 馬德斯·皮勒爾·科爾丁     | 亞軍   |
| 2018年 | 湯姆斯盃                   | 其他       | 男子團體 | －                       | 季軍   |
| 2019年 | 西班牙羽毛球國際賽         | 國際挑戰賽 | 男子雙打 | 玛蒂亚斯·鲍伊            | 冠軍   |
| 2019年 | 加拿大羽毛球公開賽         | 超級100賽  | 男子雙打 | 玛蒂亚斯·鲍伊            | 冠軍   |
| 2019年 | 俄羅斯羽毛球公開賽         | 超級100賽  | 男子雙打 | 玛蒂亚斯·鲍伊            | 冠軍   |
| 2019年 | 中華台北羽毛球公開賽       | 超級300賽  | 男子雙打 | 玛蒂亚斯·鲍伊            | 準決賽 |
| 2020年 | 歐洲羽毛球男女子團體錦標賽 | 其他       | 男子團體 | －                       | 冠軍   |
| 2022年 | 丹麥羽毛球大師賽           | 國際挑戰賽 | 男子雙打 | 扬·科林·福尔克           | 準決賽 |

| 2007-2017年 | 首要超級賽 | 超級賽 | 黃金大獎賽 | 大獎賽 | 國際挑戰賽 | 國際系列賽 | 未來系列賽 | 其他 |

| 2018-2026年 | 總決賽 | 超級1000賽 | 超級750賽 | 超級500賽 | 超級300賽 | 超級100賽 | 國際挑戰賽 | 國際系列賽 | 未來系列賽 | 其他 |

### 世界冠軍頭銜
马德斯·康拉德-彼德森在羽毛球生涯中共奪得 1 項羽毛球世界冠軍頭銜。
| 賽事     | 奪冠次數 | 年份               |
| -------- | -------- | ------------------ |
| 湯姆斯盃 | 1        | 2016年（男子團體） |
| 總計     | 1        |                    |

### 奧運會和世錦賽參賽紀錄
|          | 搭檔                 | 2011 | 2012 | 2013 | 2014 | 2015 | 2016 | 2017 | 2018 |
| -------- | -------------------- | ---- | ---- | ---- | ---- | ---- | ---- | ---- | ---- |
| 男子雙打 | 乔纳斯·拉斯姆森      | 8強  | －   | －   | －   | －   | －   | －   | －   |
| 男子雙打 | 拉斯马斯·邦德        | －   | －   | 32強 | －   | －   | －   | －   | －   |
| 男子雙打 | 马德斯·皮勒尔·科尔丁 | －   | －   | －   | 32強 | 16強 | －   | 8強  | 8強  |

## 主要对賽记录
马德斯·康拉德-彼德森與主要對手的對賽成績如下（只列出對賽四次或以上對手，截至2016年3月13日）：
男雙 - 乔纳斯·拉斯姆森
| 對手                                     | 對賽次數 | 對賽結果 | 對賽結果 | 勝差 |
| 對手                                     | 對賽次數 | 勝       | 負       | 勝差 |
| ---------------------------------------- | -------- | -------- | -------- | ---- |
| 柴飚 郭振东                              | 4        | 1        | 3        | -2   |
| 玛蒂亚斯·鲍伊 卡斯腾·摩根森              | 4        | 0        | 4        | -4   |
| 安德鲁·埃利斯 克里斯·爱德考克            | 4        | 4        | 0        | +4   |
| 亨德拉·阿普利达·古纳万 阿尔文特·尤利安托 | 5        | 2        | 3        | -1   |

男雙 - 马德斯·皮勒尔·科尔丁
| 對手                                   | 對賽次數 | 對賽結果 | 對賽結果 | 勝差 |
| 對手                                   | 對賽次數 | 勝       | 負       | 勝差 |
| -------------------------------------- | -------- | -------- | -------- | ---- |
| 刘小龙 邱子瀚                          | 4        | 2        | 2        | ±0   |
| 柴飚 洪炜                              | 6        | 1        | 5        | -4   |
| 金·阿斯特鲁普 安德斯·斯考劳普·拉斯姆森 | 5        | 4        | 1        | +3   |
| 玛蒂亚斯·鲍伊 卡斯腾·摩根森            | 6        | 2        | 4        | -2   |
| 彼得·米尔斯 克里斯·兰格瑞奇            | 4        | 4        | 0        | +4   |
| 马库斯·埃利斯 克里斯·兰格瑞奇          | 4        | 3        | 1        | +2   |
| 麦克·福克斯 约翰尼斯·斯科特勒          | 4        | 4        | 0        | +4   |
| 亨德拉·塞蒂亚万 穆罕默德·阿赫桑        | 5        | 2        | 3        | -1   |
| 早川賢一 遠藤大由                      | 6        | 3        | 3        | ±0   |
| 李龍大 柳延星                          | 4        | 1        | 3        | -2   |
| 弗拉基米尔·伊万诺夫 伊万·索松诺夫      | 9        | 6        | 3        | +3   |
| 李勝木 蔡佳欣                          | 4        | 0        | 4        | -4   |